# 第51普通科連隊
第51普通科連隊（だいごじゅういちふつうかれんたい、JGSDF 51st Infantry Regiment）は、陸上自衛隊那覇駐屯地（沖縄県那覇市）に駐屯する第15旅団隷下の普通科連隊（軽）である。

## 概要
連隊長は1等陸佐（三）が充てられ、連隊本部、本部管理中隊、3個普通科中隊および重迫撃砲中隊により編成される。第1混成団第1混成群第301・第302普通科中隊および第301重迫撃砲中隊を前身として、第15旅団への改編に伴い新編された。
一般的な普通科連隊としては珍しく、レンジャーを問わず陸士でも空路機動としてリペリング、ファストロープをCH-47等のヘリから降下する訓練を行う。水陸機動団要員の養成のため、当部隊を主力として水陸両用基本訓練課程教育を実施していた。

## 沿革
- 2010年（平成22年）3月26日：第15旅団新編に伴い、第1混成群を廃止して第51普通科連隊が那覇駐屯地に新編[2]。
- 2022年（令和04年）3月17日：重迫撃砲中隊を新編[3]。

## 部隊編成
連隊の編成は、一般的な普通科連隊（軽）の編成に従ったものとなっている。これに伴い第1混成群時代の第301重迫撃砲中隊は、連隊本部の重迫撃砲小隊、および各普通科中隊の迫撃砲小隊として分割、廃止されたが、2022年（令和4年）3月に重迫撃砲中隊として再編された。
- 第51普通科連隊本部
- 本部管理中隊「51普-本」
  - 中隊本部
  - 本部班：82式指揮通信車
  - 対戦車小隊：中距離多目的誘導弾
  - 情報小隊：軽装甲機動車、偵察用オートバイ
  - 施設作業小隊：小型ドーザ、資材運搬車
  - 通信小隊
  - 補給小隊：3 1/2tトラック
  - 衛生小隊：1トン半救急車
  - 狙撃班
- 第1普通科中隊「51普-1」：高機動車、01式軽対戦車誘導弾、81mm迫撃砲 L16
- 第2普通科中隊「51普-2」：高機動車、01式軽対戦車誘導弾、81mm迫撃砲 L16
- 第3普通科中隊「51普-3」：高機動車、01式軽対戦車誘導弾、81mm迫撃砲 L16
- 重迫撃砲中隊「51普-重」：120mm迫撃砲 RT、重迫牽引車

## 整備支援部隊
- 第15後方支援隊整備中隊普通科直接支援小隊「15後支-整」（那覇駐屯地）：2010年（平成22年）3月26日から

## 主要幹部
| 官職名           | 階級    | 氏名     | 補職発令日     | 前職                       |
| ---------------- | ------- | -------- | -------------- | -------------------------- |
| 第51普通科連隊長 | 1等陸佐 | 小田雅宏 | 2025年07月01日 | 陸上自衛隊富士学校主任教官 |

| 代 | 氏名     | 在職期間                        | 前職                         | 後職                                                            |
| -- | -------- | ------------------------------- | ---------------------------- | --------------------------------------------------------------- |
| 01 | 中西信人 | 2010年03月26日 - 2012年07月25日 | 第1混成群長                  | 陸上自衛隊研究本部主任研究開発官                                |
| 02 | 平田正義 | 2012年07月26日 - 2014年07月31日 | 第8師団司令部第4部長         | 第4師団司令部監察官                                             |
| 03 | 田中 淳  | 2014年08月01日 - 2016年07月31日 | 陸上自衛隊幹部学校付         | 陸上幕僚監部副法務官                                            |
| 04 | 開雅史   | 2016年08月01日 - 2018年07月31日 | 陸上自衛隊幹部学校付         | 陸上幕僚監部指揮通信システム・情報部 指揮通信システム課企画班長 |
| 05 | 谷口慎   | 2018年08月01日 - 2020年12月21日 | 陸上自衛隊教育訓練研究本部付 | 陸上自衛隊富士学校主任教官                                      |
| 06 | 山下正浩 | 2020年12月22日 - 2023年03月12日 | 東部方面総監部防衛部訓練課長 | 第1空挺団本部高級幕僚                                           |
| 07 | 伊藤智之 | 2023年03月13日 - 2025年06月30日 | 水陸機動教育隊長             | 陸上自衛隊教育訓練研究本部勤務                                  |
| 08 | 小田雅宏 | 2025年07月01日 -                | 陸上自衛隊富士学校主任教官   |                                                                 |

## 主要装備
- 82式指揮通信車
- 軽装甲機動車
- 高機動車
- 1/2tトラック / 73式小型トラック
- 1 1/2tトラック / 73式中型トラック
- 3 1/2tトラック / 73式大型トラック
- 9mm拳銃
- 20式5.56mm小銃
- 89式5.56mm小銃
- 対人狙撃銃　レミントン M24 SWS
- 5.56mm機関銃MINIMI
- 110mm個人携帯対戦車弾LAM　パンツァーファウスト3
- 01式軽対戦車誘導弾
- 中距離多目的誘導弾
- 81mm迫撃砲 L16
- 120mm迫撃砲 RT
- 重迫牽引車
- 広帯域多目的無線機

## 警備隊区
那覇市、豊見城市、浦添市、宜野湾市、名護市、中頭郡（北谷町、読谷村、嘉手納町）、国頭郡（金武町、本部町、国頭村、大宜味村、東村、今帰仁村、恩納村、宜野座村、伊江村）、島尻郡の離島（久米島町、渡嘉敷村、座間味村、伊是名村、伊平屋村、 粟国村、渡名喜村、北大東村、南大東村） 

## 廃止部隊
- 2022年（令和04年）3月17日廃止
  - 第51普通科連隊本部管理中隊重迫撃砲小隊「51普-本」：重迫撃砲中隊に改編。